# شاهدان
شاهدان (فرانسوی: Les Témoins‎)(به انگلیسی The Witnesses) فیلمی درام به کارگردانی آندره تشینه که در سال ۲۰۰۷ منتشر شد. با بازی میشل بلان، سامی بواجیله امانوئل بئار، ژون لیبرو؛ فیلم در سال ۱۹۸۴ در پاریس تنظیم شده و زندگی گروهی از دوستان نزدیک، که با شیوع ناگهانی اپیدمی ایدز روبرو هستند را بررسی می‌کند. شاهدان مورد تحسین منتقدان قرار گرفت.

## بازیگران
- ژون لیبرو در نقش مانو
- میشل بلان در نقش آدرین
- سامی بواجیله در نقش مهدی
- امانوئل بئار در نقش سارا
- ژولی دپاردیو در نقش جولی
- کنستانس Dollé در نقش ساندرا
- لورنتسو بالدوچی در نقش استیو
- زاویه بووا در نقش سردبیر
- ژاک Nolot در نقش هتل صاحب
- Maïa سیمون در نقش سارا مادر

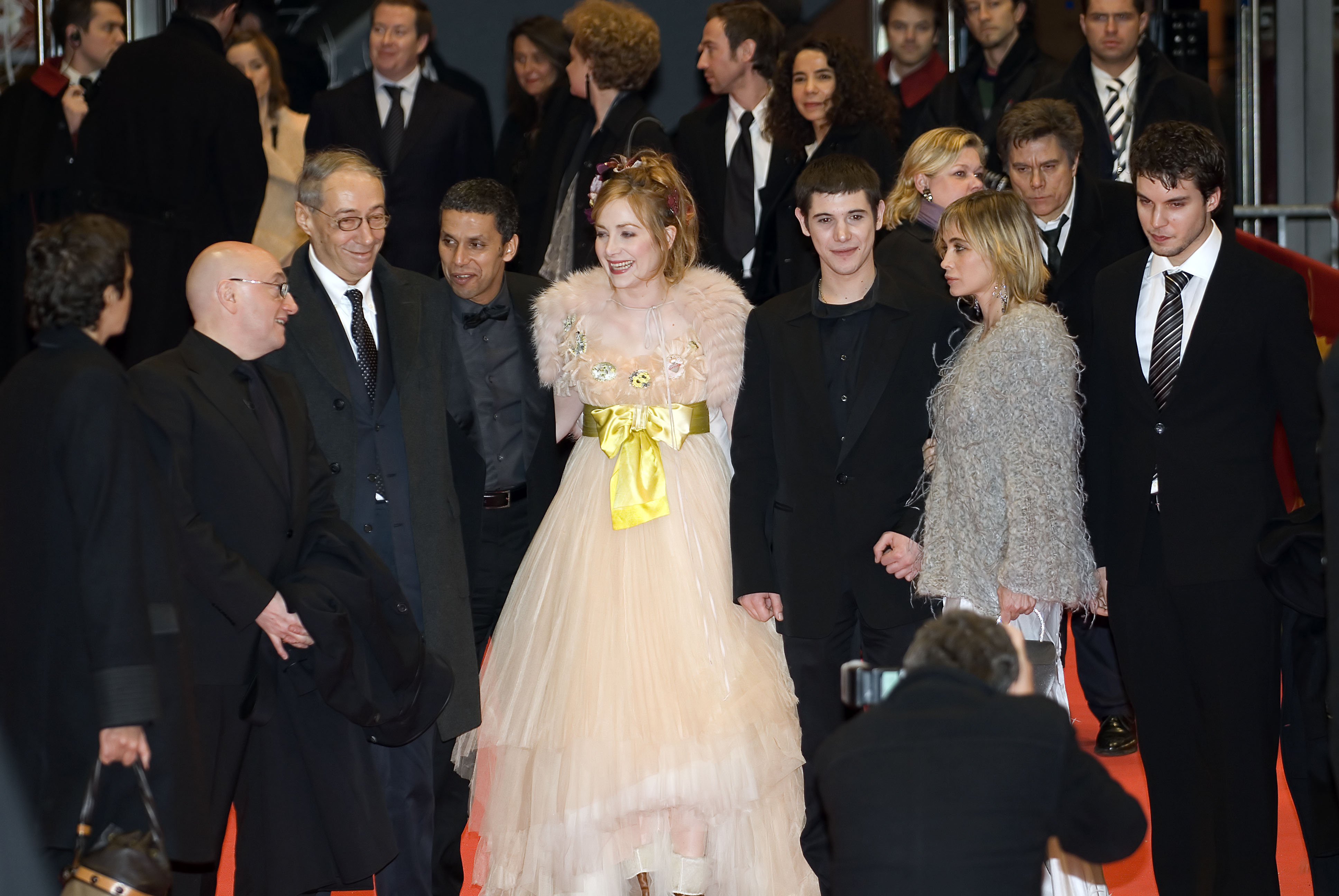
میشل بلان آندره تشینه سامی بواجیله ژولی دپاردیو،ژون لیبرو، امانوئل بئار لورنزو Balducci (از چپ به راست) ورود برای والاتر از "Les Témoins" ("شهود" مرگ Zeugen") در کاخ برلینالهبا پوتسدامر پلاتس برلین.

- Raphaeline Goupilleau در نقش مانو و جولی مادر
- میشل Moretti

## موسیقی
امتیاز اصلی این فیلم آلن سرده آهنگساز فیلم‌های آندره تشینه است. آهنگ صوتی شامل یک مجموعه متمایز از هنرمند و سبک مانند:
- مارسیا Baila Les ریتا Mitsouko
- من عاشق Andrea
- فراموش نکنید که این Nite Les ریتا Mitsouko
- Qual Favellar است؟ از Lorlando finto pazzo قانون ۳ آنتونیو ویوالدی
- Barbarina را آریا از Le nozze di Figaro ولفگانگ آمادئوس موتسارت
- Restez avec Moi Les ریتا Mitsouko
- Docteur معجزه ژون لیبرو

## دریافت
این فیلم توسط منتقدان مورد تحسین قرار گرفت. گوجه فرنگی گندیده گزارش می‌دهد که ۸۸ درصد از منتقدان این فیلم را بر اساس ۴۸ نظرسنجی مثبت ارزیابی کرده‌اند. نمره متاکریتیک رتبه ۷۵ را دارد.

## انتشار دی وی دی
این فیلم در تاریخ ۲۴ ژوئن ۲۰۰۸ در ایالات متحده منتشر شد.

## جوایز
- جشنواره فیلم برلین (آلمان)
  - نامزد خرس طلایی (آندره تشینه)
- جایزه سزار (فرانسه)
  - برنده: بهترین بازیگر نقش اول مرد – نقش حمایت (سامی بواجیله)
  - نامزد: بهترین بازیگر – نقش پیشرو (میشل بلان)
  - نامزد: بهترین کارگردانی (آندره تشینه)
  - نامزد: امیدوار کننده‌ترین بازیگر (ژون لیبرو)

## یادداشت
1. ↑  Sight & Sound, November 2007. Interview with Téchiné about The Witnesses, p.47
2. ↑  Marshall, André Téchiné, p. 157
3. ↑  "The Witnesses". Rotten Tomatoes. Retrieved 2011-05-15.
4. ↑  "The Witnesses". Metacritic. Retrieved 2011-05-15.
5. ↑  Stuart, Jan (January 22, 2008). "The Witnesses". Newsday. Retrieved 2011-05-15.
6. ↑  Young, Deborah (May 18, 2007). "The Witnesses". Variety. Retrieved 2011-05-15.
7. ↑  Lee, Nathan (January 22, 2008). "When Everything Changed: Before AIDS had a name, and after, in The Witnesses". The Village Voice. Archived from the original on 4 March 2014. Retrieved 2011-05-15.
8. ↑  Ebert, Roger (March 15, 2008). "The Witnesses". Chicago Suntimes. Retrieved 2011-05-15.
9. ↑  Fox, Ken (January 22, 2008). "The Witnesses". TV Guide. Retrieved 2011-05-15.[پیوند مرده]
10. ↑  Holden, Stephen (February 1, 2008). "The Witnesses". The New York Times. Retrieved 2011-05-15.
11. ↑  Denby, David (February 11, 2008). "The Witnesses". The New Yorker. Retrieved 2011-05-15.